# Knoware
Knoware is een van de oudste internetproviders van Nederland. Het was een van de eerste providers die internettoegang aan particulieren bood.
De provider begon in 1993, aanvankelijk met slechts één inbelpunt in de woning van eigenaar Merik Voswinkel in het Utrechtse Lunetten.
Het was begin jaren negentig de enige Apple Macintosh-georiënteerde provider in Nederland. Dit, en de banden met de HCC en de Nederlandse Startrek-club maakten van Knoware een beetje een buitenbeentje in Internetland. Knoware was tevens de eerste organisator van computerevenementen waarbij gebruikers met tientallen konden “gamen” over een hoge bandbreedte.
Knoware was na hobbynet de tweede Nederlandse internetprovider voor particulieren die werd aangesloten op NLnet. Daarna volgden in 1992 Stichting Internet Access (Internet Access Foundation, IAF) in Groningen en in 1993 XS4ALL. Knoware was zeker in de startperiode sterk gericht op Apple Macintosh-gebruikers, toch kon het bedrijf de vraag naar nieuwe accounts bijna niet aan. In die tijd moesten internetgebruikers met behulp van een modem inbellen. Voswinkel bouwde inbelpunten in diverse steden waaronder Hilversum en Amsterdam, maar monopolist KPN, leverancier van onderdelen voor de inbelpunten, leverde cruciale onderdelen niet, waardoor investeringen niet terugverdiend konden worden. KPN was toen zelf al in vergevorderd stadium met het starten van een eigen internetprovider.
In 1997 werd het bedrijf overgenomen door multimiljonair Frans Broekhof die de internethausse zag aankomen en begreep dat succesvol concurreren alleen mogelijk was met "landelijke dekking", de reclameslogan van de grote internetbedrijven. De tijd van losse inbelpunten was bijna voorbij. Het bedrijf werd door Broekhof gesaneerd. Er kwam onder andere de broodnodige landelijke dekking, waardoor de inbellers in heel Nederland middels hetzelfde inbelnummer tegen lokale kosten konden internetten. In 2000 werd Knoware met winst verkocht aan Ision en later, net als de DDS, doorverkocht aan Energis, een Engelse kabelmaatschappij. Energis richtte zich voornamelijk op de zakelijke markt. In 2005 werd Energis overgenomen door de Britse Telecommaatschappij Cable & Wireless. Cable & Wireless / Energis heeft "Knoware/Ision" hernoemd naar Concepts.nl. In 2012 heeft Telfort concepts.nl overgenomen en in 2019 zal dit worden geïntegreerd in KPN. 

Voswinkel stond tevens aan de wieg van de Digitale Regio Utrecht (DRU), een community-project dat als een soort Digitale Stad bedoeld was. De Digitale Regio Utrecht trok aanvankelijk veel belangstelling, maar kwam uiteindelijk nooit echt van de grond.
Na Knoware ontwikkelde Voswinkel plannen voor een buurtnet: een netwerk tussen buren, waarbij deze zelf antennes zouden plaatsen en kabels zouden aanleggen, om gemeenschappelijk digitale buurtvoorzieningen te kunnen delen.